# حزب هورسيد
حزب هورسيد (بالصومالية: Urur Siyaasadeedka Horseed)‏ هو حزب سياسي مقره في غارو، العاصمة الإدارية لبونتلاند المتمتعة بالحكم الذاتي في شمال شرق الصومال.

## التاريخ
في 14 نوفمبر 2012، أعلن رئيس بوتنلاند عبد الرحمن فارول عن إطلاق حزبه السياسي الجديد، هورسيد. ضم الحزب أكثر من 200 عضو ويمثل حكومة بونتلاند الحالية، بما في ذلك نائب الرئيس عبد الصمد علي شاير ووزراء الولاية. وهو أول حزب محتمل يسجل طلبًا لدى اللجنة الانتخابية لبونتلاند الانتقالية. وفقًا لفارول، سيكون عامة الناس مؤهلين للعضوية في الحزب بمجرد اختياره كحزب سياسي رسمي. ألقى فارول خطابًا في البرلمان بعد أن أعلن عن أول حزب سياسي في بونتلاند يناقش انتقال بونتلاند إلى نظام ديمقراطي. 
عُقد مؤتمر الحزب الأول في 30 يناير 2013. 
في 3 يوليو 2013، في المرحلة الثانية من التظاهرات في قرضو، سار أنصار في ساحات المدينة حملوا شعار الحزب وشعارات الحزب. ووصف رئيس الحزب في منطقة كركر، جاني موسى جيله، المنظمة بأنها المنظمة التي مهدت الطريق للديمقراطية في بونتلاند ويجب انتخابها من أجل تحقيق التقدم المنشود. كما نفذ الحزب حملته الانتخابية للمجالس المحلية في بوصاصو وغارو ومناطق أخرى. 

في 11 يوليو 2013، خلال مسيرة نظمها الحزب في غارو، دعا فارول سكان بونتلاند إلى دعم التغيير والمشاركة في انتخابات الحكومة المحلية التي يجب أن تمر في 15 يوليو. وقال إن النظام الحالي في بونتلاند هو أحد الوعود التي قطعتها الأحزاب في انتخابات 2009، وأضاف أنهم سيطبقون هذا النظام: 
صوت لمن تريد. إذا كنت تريد التصويت، فلا تصوت لصالح هورسيد، لكن الكثير من الناس في المنتصف ويعتقدون أن الأمور لا تسير على ما يرام. كثيرون يعرقلون تنمية الأمة. 
كما قال الرئيس إنه يرحب بالمنظمات الأخرى المعترف بها، مشيرًا إلى أن هذا النظام شرف عام لجميع الصوماليين، لأنه يترك نظام العشائر. 

## روابط خارجية
- صفحة الفيسبوك
- صفحة الفيسبوك القديمة
- صفحة تويتر